# La Cuesta (San Cristóbal de La Laguna)
La Cuesta es la mayor entidad poblacional del municipio de San Cristóbal de La Laguna, en la isla de Tenerife —Canarias, España—.
Administrativamente se incluye en la Zona 2 del municipio.

## Características
La Cuesta está situada al sureste de la ciudad, a una altitud media de 350 sobre el nivel del mar y a 3,6 kilómetros del casco histórico del municipio.

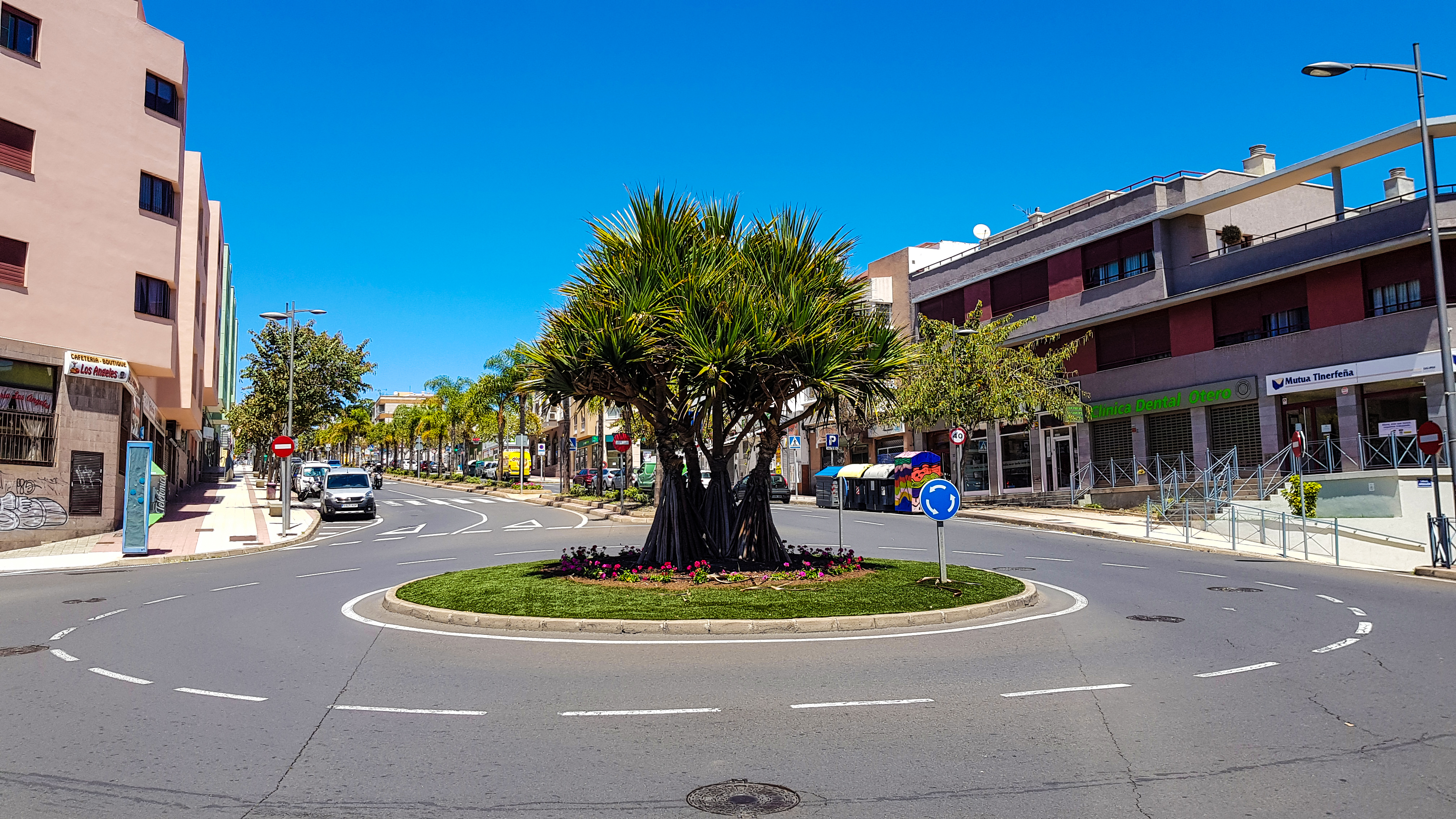
Entrada a La Cuesta por la avenida de Los Menceyes desde Santa Cruz.

Está formado por los núcleos de barrio de La Candelaria/El Becerril, Barrio del Obispado, El Charcón, La Higuerita, La Piterita, Las Mantecas, Princesa Ibaya, Urbanización La Florida y Zona Industrial La Cuesta. 
También forman parte de La Cuesta parte de los barrios de Vistabella, Cuesta de Piedra y Salud Alto.

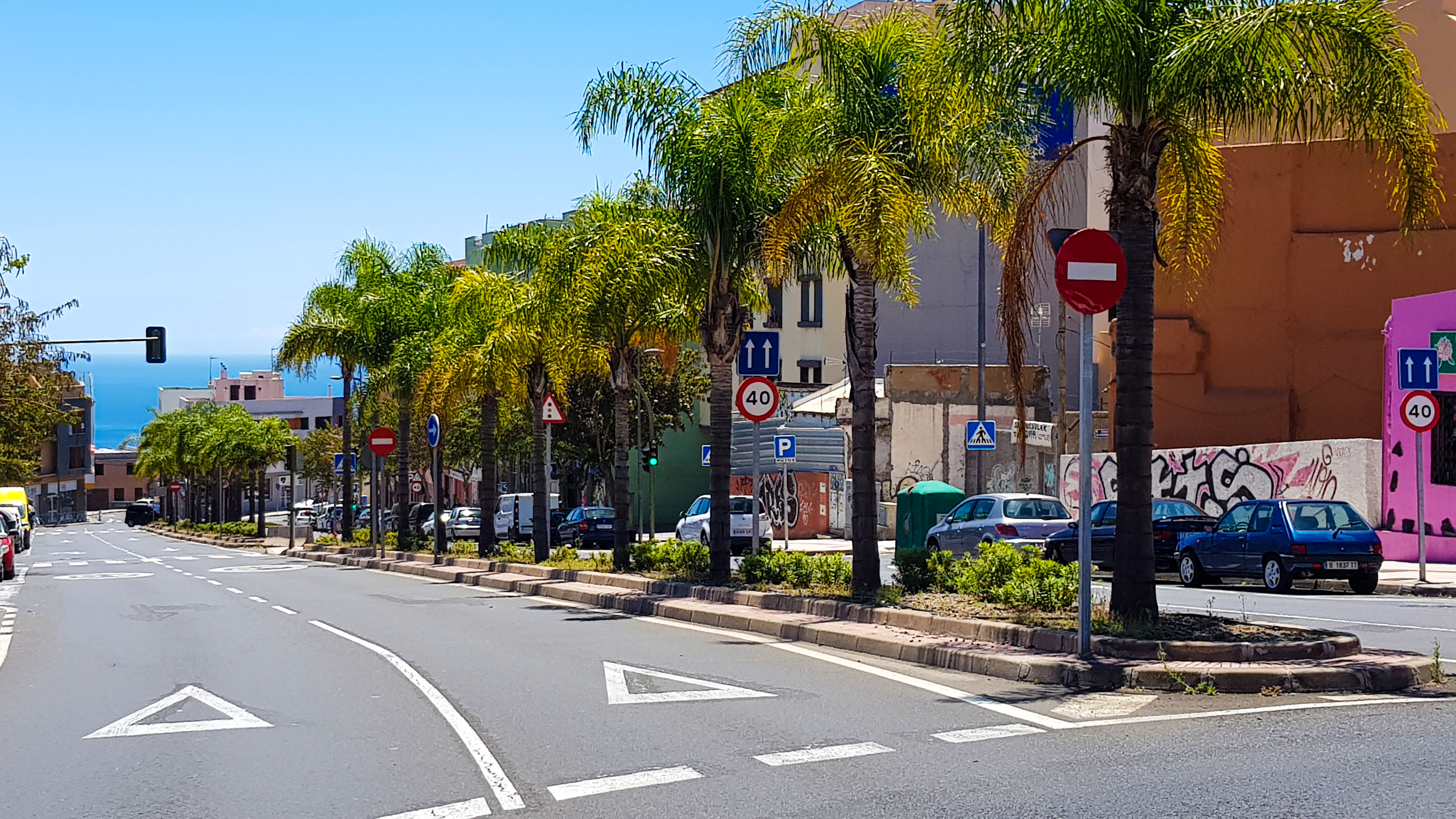
Avenida de Los Menceyes.

El barrio de La Cuesta, que comenzó siendo en 1869 un pequeño caserío en un cruce de caminos, supone hoy un núcleo poblacional en el que conviven cerca de 30.000 ciudadanos. Cuenta con múltiples servicios, transportes, colegios, institutos, y facultades universitarias, además de un importantísimo tejido comercial.

## Toponimia
El 1911 el incipiente núcleo urbano de La Cuesta tomó el nombre de la zona en la que se situaba, ya que se trata de una pendiente natural por la que asciende la conexión entre Santa Cruz de Tenerife y San Cristóbal de La Laguna.
No obstante, lo largo de su historia ha sido conocida por diferentes nombres:  la Cuesta de Arguijón,el Mesón de La Cuesta, el barrio de Arguijón, El Castillo de La Cuesta o La Cuesta vieja.

## Educación

### Colegios
El barrio de La Cuesta cuenta con los centros de enseñanza infantil y primaria y centros especiales:

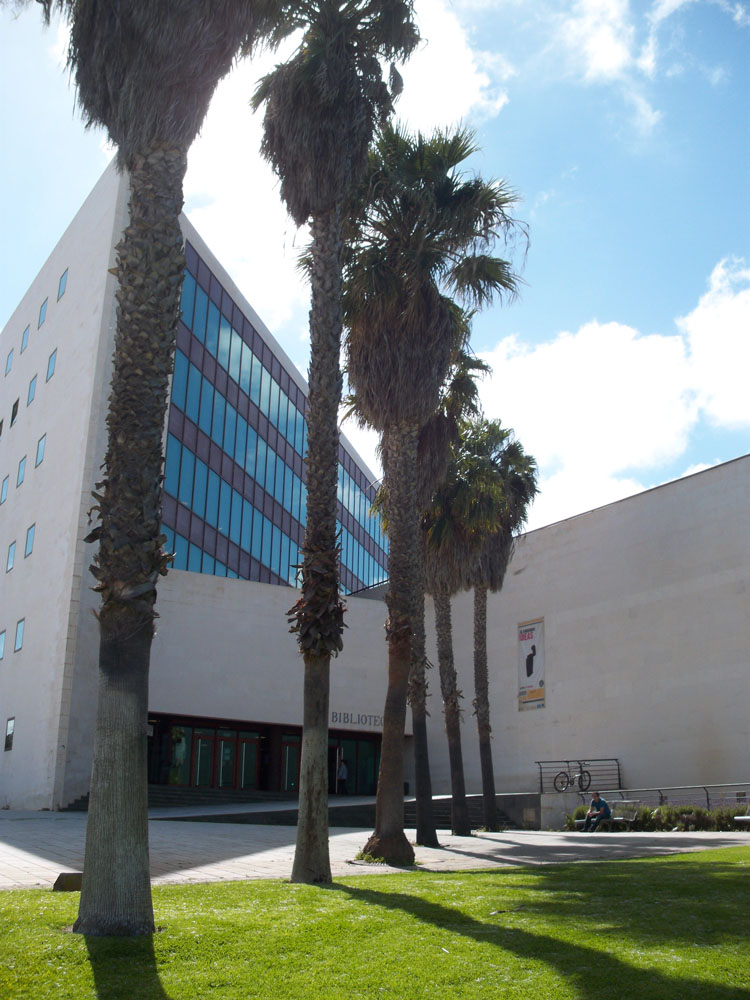
Biblioteca del Campus de Guajara, La Cuesta

- CEIP Ángeles Bermejo.[5]
- Cisneros Alter.[6]
- CEIP Fernando III el Santo.[7]
- Colegio hispano-británico.[8]
- Las Mantecas.[9]
- Narciso Brito.[10]
- Nuestra Señora del Rosario.[11]
- Pureza de María.[12]
- Ramiro de Maeztu.[13]
- San Juan Bosco.[14]
- San Pablo.[15]
- CAMP de La Cuesta.[16]

### Institutos Educación Secundaria
Con los siguientes Institutos de Educación Secundaria:
- IES Los Salesianos.[17]
- IES Profesor Martín Miranda.[18]
- IES Canarias.[19]

### Facultades
Y con las siguientes facultades de la Universidad de La Laguna:
- Facultad de Ciencias de La Salud.[20]

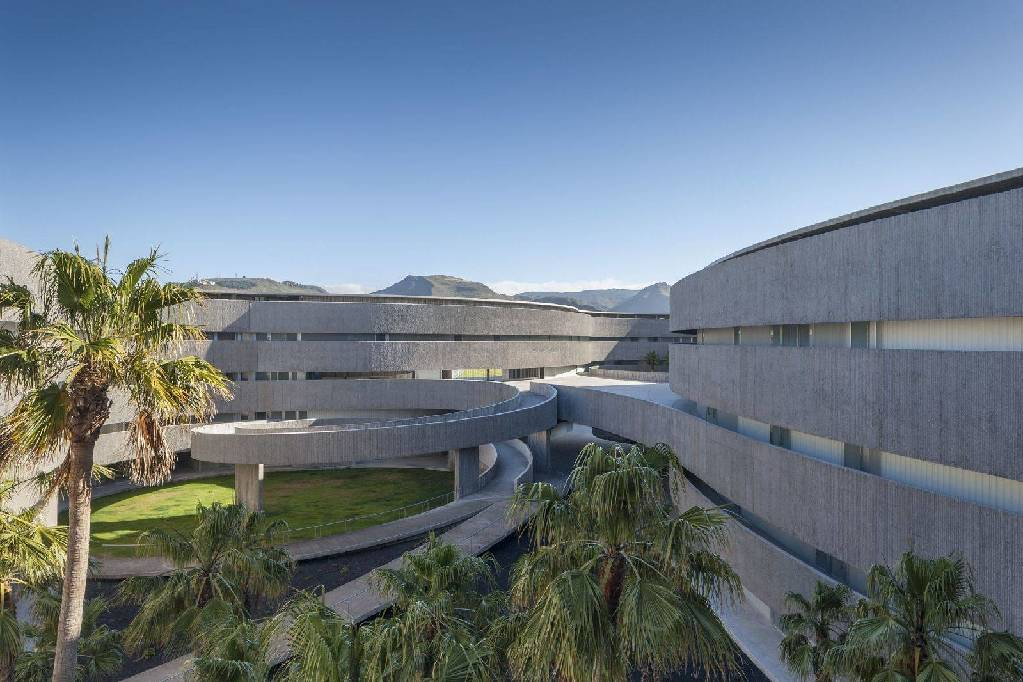
Facultad de Bellas Artes, La Cuesta

- Facultad de Ciencias Políticas, Sociales y de la Comunicación.[21]
- Facultad de Psicología y Logopedia.[22]
- Facultad de Humanidades.[23]
- Facultad de Bellas Artes.[24]

También se encuentra aquí la Biblioteca de la Universidad de La Laguna, y la Sala de Estudios Caja Canarias.

## Sanidad

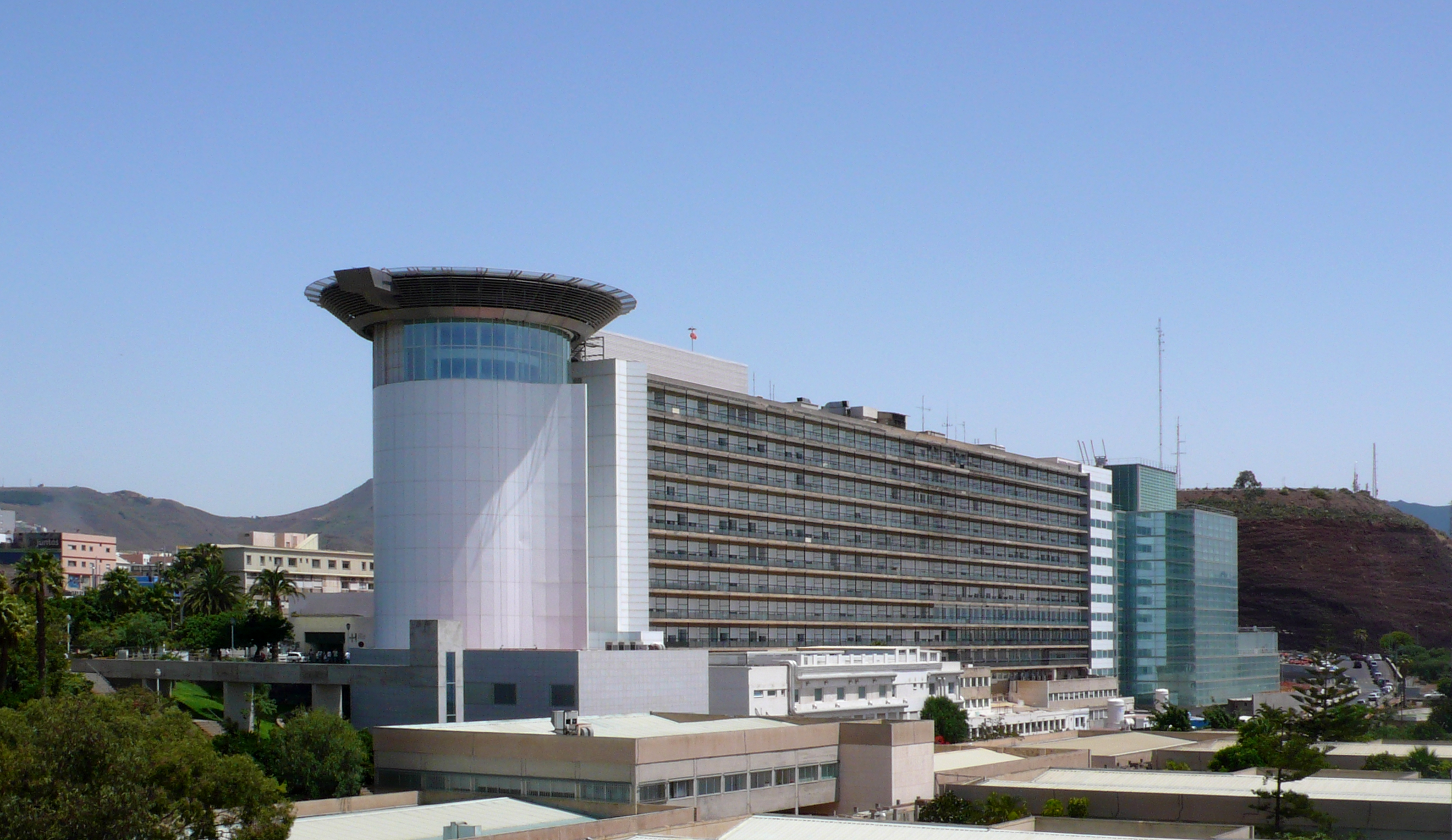
Hospital Universitario de Canarias, La Cuesta

En La Cuesta se encuentran los siguientes Centros Sanitarios:

### Hospital Universitario de Canarias
El Hospital Universitario de Canarias (HUC) es un centro hospitalario público de alcance general que, junto con el Hospital Universitario Nuestra Señora de Candelaria, constituyen los dos hospitales principales (tercer nivel) de la isla. 

### Centro de salud y urgencias de La Cuesta
El centro de salud de La Cuesta hizo su reapertura el 15 de octubre de 2015 tras unas obras que se alargaron más de 5 años y tras la presión vecinal.

### Farmacias
La Cuesta cuenta con un total de 8 farmacias, siendo la Farmacia Pilar Domínguez la más antigua de todas, abierta desde 1936.
- Farmacia Bencomo
- Farmacia Bethencourt
- Farmacia Carmen Plasencia García
- Farmacia Dulce María Nuñez Pérez
- Farmacia La Higuerita
- Farmacia Los Valles
- Farmacia Pilar Domínguez
- Farmacia Vistabella
- Farmacia Las Mantecas

Además de lo anterior, La Cuesta cuenta con múltiples centros de sanidad privada, rehabilitación, dentistas, etc.

## Comunicaciones
Se puede acceder a La Cuesta principalmente a través de la carretera general Santa Cruz-Laguna TF-180, la carretera Cuesta-Taco TF-194 y la autopista del Norte TF-5.

### Tranvía
En el barrio se encuentran las paradas del Tranvía de Tenerife denominadas Hospital Universitario, Ingenieros, La Cuesta, Las Mantecas y Campus Guajara.

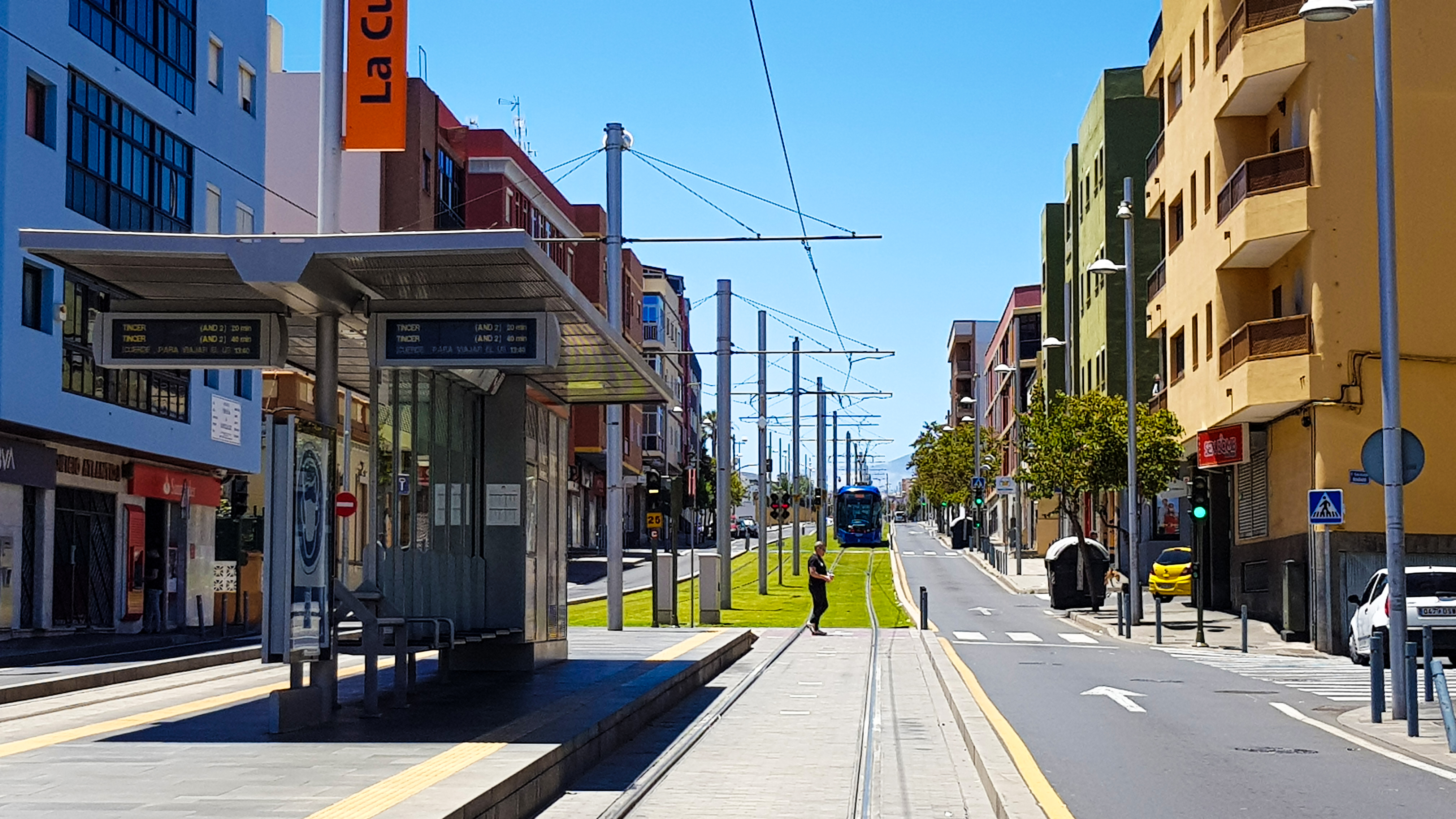
Tranvía Metropolitano, parada La Cuesta

| Línea | Origen      | Destino    |
| ----- | ----------- | ---------- |
|       | La Trinidad | Santa Cruz |
|       | La Cuesta   | Tíncer     |

### Guagua
En guagua (autobús) queda conectada mediante las siguientes líneas de TITSA: 
| Línea | Trayecto                                                                             | Recorrido     |
| ----- | ------------------------------------------------------------------------------------ | ------------- |
| 014   | Santa Cruz - La Laguna (por La Cuesta)                                               | Horario/Línea |
| 015   | Santa Cruz - La Laguna (exprés)                                                      | Horario/Línea |
| 026   | Santa Cruz - La Laguna (por barrio La Salud y Finca España)                          | Horario/Línea |
| 102   | Santa Cruz - Aeropuerto Norte - Puerto de la Cruz (exprés)                           | Horario/Línea |
| 105   | Santa Cruz - Punta del Hidalgo (por La Laguna)                                       | Horario/Línea |
| 106   | Santa Cruz - Icod de los Vinos (exprés)                                              | Horario/Línea |
| 108   | Santa Cruz - Icod de los Vinos (por Aeropuerto Norte)                                | Horario/Línea |
| 126   | Candelaria - Guajara (universidad) - H. U. La Candelaria - Intercambiador Santa Cruz | Horario/Línea |
| 217   | La Laguna - Los Andenes - El Cardonal - H. U. Canarias - TF-5                        | Horario/Línea |
| 218   | La Laguna - TF-5 - H.U.C - El Cardonal - Los Andenes                                 | Horario/Línea |
| 228   | Santa Cruz - Los Campitos (por La Cuesta)                                            | Horario/Línea |
| 233   | Santa Cruz - El Cardonal - Finca España                                              | Horario/Línea |
| 231   | Intercambiador - La Gallega (directo)                                                | Horario/Línea |

### Taxi
Además cuenta con paradas de taxi en la Carretera General Santa Cruz-Laguna TF-180, frente a la plaza del Tranvía y otra en las cercanías del Hospital Universitario.

## Deporte y ocio

### Clubes Deportivos
- C. D. Arguijón
- C. D. Candelaria
- C. D. Yballa La Cuesta
- C. D. Ofra
- Atlético Rocío F. C.
- C. D. Torreón
- A. J. Unión La Paz
- C. D. Vistabella
- C. D. Univol Bregador

### Instalaciones deportivas
- Complejo deportivo La Cuesta. Cuenta con múltiples instalaciones para la práctica de actividades como la natación en piscina climatizada, hidroterapia, fútbol sala, voleibol, etc, además de actividades dirigidas como ciclismo en pista cubierta, pilates, funky, baile de salón, etc. El establecimiento cuenta también con actividades dirigidas a personas con discapacidad, terapias especiales, etc.
- Campo municipal de fútbol de Ofra Sebastián Hernández Brito. En este campo de fútbol juegan los equipos de Unión La Paz, Vistabella y Ofra.
- Campo de Futbol Perico Vargas. En este campo de fútbol juegan los equipos de Candelaria, Torreo, Rocío e Yballa.

### Parques
- Parque El Rocío
- Parque José Segura Clavell
- Parque Tecnológico y Científico Las Mantecas

## Economía
La Cuesta posee el mayor tejido comercial urbano del municipio en lo que se refiere al pequeño comercio, ofreciendo al ciudadano un trato directo con una vasta variedad de productos y servicios.

## Seguridad
Antiguamente había una comisaría de Policía. No se usa desde hace varios años.

## Demografía
| Año        | 2000   | 2001   | 2002   | 2003   | 2004   | 2005   | 2006   | 2007   | 2008   | 2009   | 2010   | 2011   | 2012   | 2013   | 2014   | 2015   | 2016   | 2017   | 2018   | 2019   | 2020   |
| ---------- | ------ | ------ | ------ | ------ | ------ | ------ | ------ | ------ | ------ | ------ | ------ | ------ | ------ | ------ | ------ | ------ | ------ | ------ | ------ | ------ | ------ |
| Habitantes | 20.034 | 21.705 | 22.268 | 22.180 | 22.758 | 23.900 | 23.631 | 24.018 | 24.918 | 25.255 | 25.393 | 25.786 | 25.758 | 25.415 | 25.470 | 25.388 | 25.335 | 25.523 | 26.153 | 26.549 | 26.957 |

## Administración pública

### Tenencia de Alcaldía
La Cuesta cuenta con una tenencia de alcaldía en la calle Abreu y Valdés donde es posible realizar la mayoría de los trámites con el ayuntamiento del municipio

## Historia
La zona perteneciente hoy en día a La Cuesta fue intensamente habitada por la población guanche antes de la conquista castellana de la isla en el siglo XV, existiendo numerosas cuevas de habitación y varias necrópolis de importancia.
La Cuesta nació en torno a un antiguo mesón a mediados del siglo XIX en el que hacían un alto los turistas en sus viajes hacia la zona Norte de la Isla, aunque las primeras licencias para construir casas en esta zona no se concedieron hasta 1869.  
En 1900 este caserío ya lo formaban un total de 32 casas, por lo que comenzó a ser tomado ya como barrio.  
El lugar, punto intermedio entre los asentamientos de Santa Cruz de Santiago y San Cristóbal de La Laguna, fue convirtiéndose en un enclave de encuentro y descanso para los viajeros que afrontaban este dificultoso camino por su empinada pendiente.
Aquí tenía lugar la mudanza de tiro los Omnibuses, o más popularmente conocidos como Coches de hora. La compañía pionera en el transporte entre ambos asentamientos fue, en 1854, Hardisson Hermanos, con dos vehículos importados desde Marsella que eran tirados por seis caballos cada uno.
Fue la puesta en funcionamiento en 1901 del tranvía eléctrictro, (que conectaba el puerto de Santa Cruz de Tenerife con La Laguna llegando hasta Tacoronte,  hasta 1956) el mayor factor dinamizador de la zona, al contar esta con una de sus principales paradas. 
En el siglo xx La Cuesta vivió un importante crecimiento urbano con población procedente de otras zonas de la isla de Tenerife, así como de las islas de La Gomera y La Palma, que había migrado atraída por la expansión del sector servicios en la capital.
La Cuesta se trata de un barrio por lo general de clases populares, y que ya en 1991 constituía 1/5 de los habitantes de todo el municipio de La Laguna, con 20.613 habitantes de hecho y 18.606 de derecho, constituyendo prácticamente una nueva ciudad.

## Clima
A pesar de estar dentro del municipio de San Cristóbal de La Laguna, la situación orográfica de La Cuesta y su menor altitud y cercanía al mar hacen de ella un lugar con temperaturas algo más cálidas que las del resto del municipio y una humedad relativa menor, teniendo en esto más en común con Santa Cruz (BSh y BWh) que con La Laguna (Csb)

## Naturaleza
La Cuesta es un entorno prácticamente urbano en su totalidad, no obstante, cuenta dentro de parte de su territorio con uno de los barrancos más emblemáticos de Tenerife: Barranco de Santos.

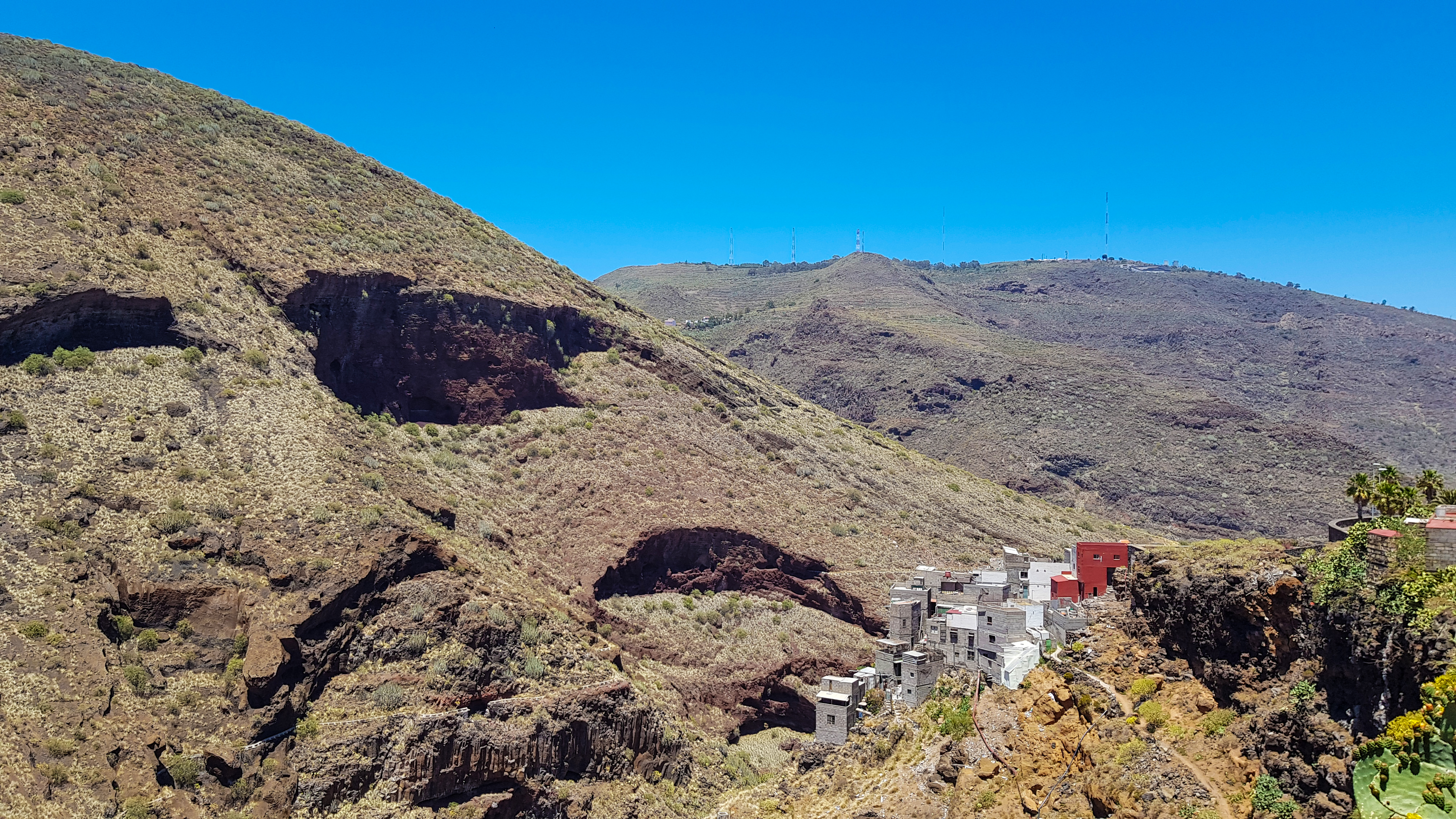
Entrada a Barranco de Santos, La Cuesta

## Fiestas
Las fiestas tradicionales de corte religioso que se llevan a cabo son las siguientes:
- Fiestas de Las Mantecas, entre abril y mayo.
- Procesión de Santa Rita, en mayo.
- Fiestas de María Auxiliadora, en mayo.
- Fiestas de la Virgen de Fátima, en mayo
- Fiestas de La Paz y La Unión, en julio.
- Fiestas del barrio de La Candelaria, en agosto.

Además, durante el año se celebran conciertos y todo tipo de eventos dirigidos a jóvenes y mayores en la plaza del Tranvía.

## Lugares de interés
- Iglesia de Santa María, una de las más antiguas de Tenerife
- Hospital Universitario de Canarias
- Barranco de Santos
- Campus de Guajara
- Parque público José Segura Clavell (Parque de Ofra)
- Parque científico y tecnológico Las Mantecas
- Parque El Rocío
- Complejo deportivo La Cuesta

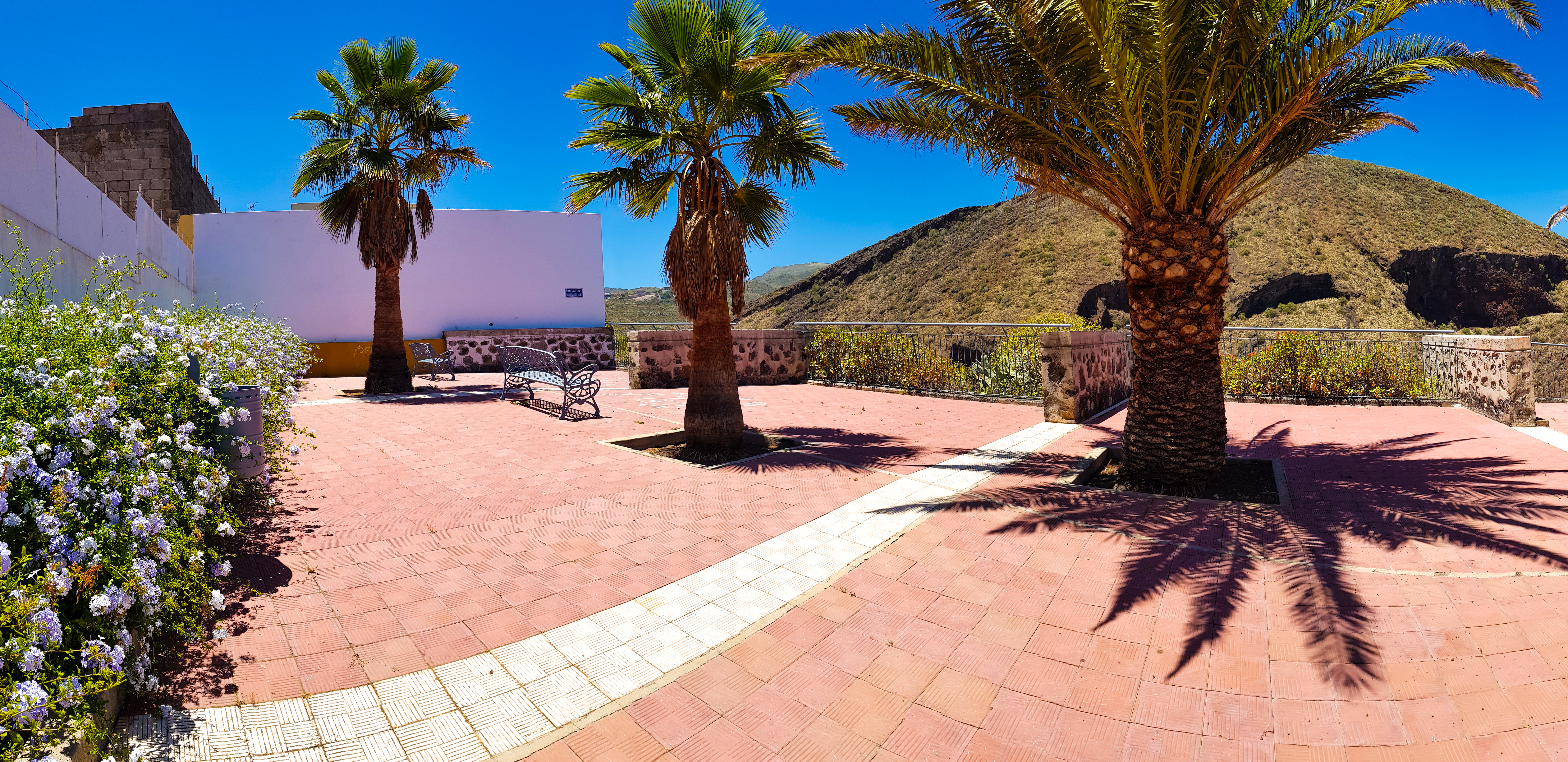
Mirador Félix Hernández, La Cuesta. Un balcón donde apreciar la belleza de Barranco de Santos

- Mirador Félix Hernández Acosta. Se trata de un mirador situado en calle Francisco Ramos, del barrio de La Candelaria, desde el cuál se puede admirar el imponente paisaje de Barranco de Santos. El nombre del mirador es homenaje a un vecino muy querido por la comunidad del barrio de La Candelaria, que durante años plantó y cuidó un hermoso jardín con árboles frutales donde hoy se encuentra este el mirador.